# Eryngium dilatatum
Eryngium dilatatum  es una especie fanerógama de Eryngium perteneciente a la familia de las apiáceas.

## Descripción
Es una herbácea perennifolia, frecuentemente azuladas, con raíz gruesa. Tallos de 10-40 cm, erectos, simples, rara vez ramificados. Hojas ligeramente coriáceas; las basales de 2-13 cm, persistentes, con limbo espatulado, 3-secto en la parte distal y ampliamente atenuado y pinnatífido hasta la vaina; vaina ancha, con espinas largas y muy delgadas; las caulinares medias 3-partidas, con espinas fuertes. Inflorescencia poco ramificada, racemosa, con 12-20 capítulos subglobosos, cada uno con 6-9 brácteas; el central de (1-) 2-5 cm, largamente pedunculado; los laterales frecuentemente subsentados; brácteas de (20-) 26-40 x 3-6 mm, de lanceoladas a linear-lanceoladas, con (4-5-) 6-9 pares de espinas; bracteolas de 7-16 mm, enteras. Sépalos de c. 2,5 mm, ovado-lanceolados, largamente aristados. Fruto con escamas sobre las costillas, generalmente ovado-lanceoladas, planas, más densas y espinosas en la parte apical. Tiene un número de cromosomas de 2n= 16. Florece de junio a agosto (septiembre).

## Distribución y hábitat
Se encuentra en los pastos secos, claros de matorral, taludes, muy frecuentemente en substrato arcilloso o margoso; a una altitud de 10-1600 metros en el Norte de África (Marruecos) y península ibérica (costas del C y S de Portugal y de Cádiz, más regiones del CE y CS de España).

## Taxonomía
Eryngium dilatatum fue descrita por Jean-Baptiste Lamarck y publicado en Encyclopédie Méthodique, Botanique 4: 755. 1797.
Etimología
Eryngium: nombre genérico que probablemente hace referencia a la palabra que recuerda el erizo: "Erinaceus" (especialmente desde el griego "erungion" = "ción"), sino que también podría derivar de "eruma" (= protección), en referencia a la espinosa hojas de las plantas de este tipo.
dilatatum: epíteto latino que significa "expandido",
 Sinonimia
- Eryngium amethystinum Salzm. ex DC.
- Eryngium bourgatii Vahl
- Eryngium crinitum C.Presl
- Eryngium purpuratum Sm.[4]

## Nombre común
- En España: arestin, azulejo (3), cardo azulillo (2), cardo corredor portugués, cardos.(el número entre paréntesis indica las especies que llevan el mismo nombre en España).[5]